# Miagrammopes similis
Espèce
Miagrammopes similis est une espèce d'araignées aranéomorphes de la famille des Uloboridae.

## Distribution
Cette espèce est endémique de Nouvelle-Guinée.

## Publication originale
- Kulczyński, 1908 : Araneae musei nationalis Hungarici in regionibus Indica et Australia a Ludovico Biro collectae. Annals Historico-Naturales Musei Nationalis Hungarici, vol. 6, p. 428-494 (texte intégral).